# 張存敬
張存敬（9世纪—901年），唐朝末年將領，亳州（今安徽省亳州市）人。

## 生平

### 解围河南
在唐朝中和年間，追随赴任汴州为宣武军节度使的朱全忠。因其以謙卑的態度對待他人，很被朱全忠親近。跟隨朱全忠征討黃巢、蔡州節度使秦宗權，經歷許多場戰役，多次在急迫情形下顯示出奇謀，因此常立下特殊的功勳。光啟、文德年間，河东节度使李克用協助河阳节度使李罕之圍困河南尹張全義於河陽，朱全忠派遣都押衙丁會、大校葛從周、張存敬、小将牛存节等人前往救援。張存敬率領騎兵率先進攻敵軍。宣武军大破河东军，杀蕃汉二万人，成功解了河南之圍。

### 从征徐兖
大順二年（891年），張存敬擔任都虞候，輔佐霍存收復宿州，因功加封檢校兵部尚書。朱全忠征討感化军节度使时溥、泰宁军节度使朱瑾時，张存敬立下許多殺敵的功勞。乾宁元年（894年）三月，宣武军到新泰县，朱瑾令都将张约、李胡椒率三千人来拒战，都指挥使庞师古遣葛从周、张存敬掩袭，生擒张约、李胡椒等都将数十人。因為經常身先士卒，朱全忠待张存敬特別優厚，讓他擔任行營都指揮使、檢校右仆射。

### 大败蒲军
乾宁四年（897年）八月，陕虢军节度使王珙因被李克用的女婿也是王珙的堂弟护国军节度使王珂攻打，求助于朱全忠。张存敬、杨师厚大败护国军于猗氏南。

### 逼降蔡州
张存敬後又擔任武寧軍留後，代理潁州刺史。光化元年（898年）十一月，朱全忠因奉国军节度使崔洪勾结淮南节度使杨行密，派张存敬攻打，崔洪投降，朱全忠召回张存敬。

### 伏击燕军
光化二年（899年），卢龙节度使劉仁恭派遣幽州、滄州等十二州侵犯魏郡，朱全忠以張存敬為都指揮使前往協助魏博，与朱全忠侄右武卫将军朱友伦、李思安等先屯于内黄，昭义军留后葛从周由邢、洺率八百劲骑入魏州，朱全忠也亲征。刘仁恭长子沧州节度使刘守文、女婿单可及闻讯，引军攻内黄。三月，张存敬设伏内黄东，与葛从周、牙校张归弁、郑州马军指挥使范居实在内黄北大败燕军，俘斩三万，夺马二千余匹，生擒单可及以下七十余人。刘守文率余众回魏州，为张存敬、葛从周所乘。张存敬以下连破八寨，驱逐卢龙军北到临清，再在御河攻打卢龙残军，溺死者很多，刘仁恭父子仅免逃回沧州。

### 解围潞州
四月，张存敬被任为都指挥使。当时李罕之背叛李克用，自称昭义军节度使，被李克用派蕃、汉马步都指挥使李君庆攻打。五月，朱全忠出屯河阳，派张存敬救李罕之，又遣丁会率兵后继，大破河东军，李君庆解围而去，被李克用诛杀。

### 再破燕军
光化三年（900年），张存敬和葛從周共同進攻浮陽，圍刘守文好幾個月。六月，劉仁恭帶兵五万前來救援，葛从周留张存敬、别将氏叔琮守沧州寨，在乾寧軍南老鴉堤偷襲，卢龙军大敗，宣武军斬殺五萬人，活捉了将佐馬慎交底下一百餘人，獲得了一萬多匹馬。刘仁恭退守瓦桥。

### 降服镇定
同年，葛从周、张存敬攻陷洺州，乘胜北掠燕、赵。張存敬帶領軍隊渡過滹沲河，遇到鎮州幾千個散兵，便追趕他們徑直進入鎮州壅門，佔領鎮州，並收繳了數以萬計的鞍馬牛駝，直到鎮州人歸順才回師。九月，張存敬受命为上将，出兵甘陵，从深、冀进军，会合魏博军讨伐卢龙军，攻下瀛，十月攻下景、莫二州，抓獲景州刺史刘仁霸等不少戰俘，攻克二十城，仅仅因为下雨道路泥泞而没有按原计划从瓦桥到幽州，于是西行攻打义武军，攻陷祁州，杀刺史杨约。义武军节度使王郜正与刘仁恭交厚，派堂叔父后院中军都知兵马使王处直率兵扰宣武军之后，令骑将甄琼章屯义丰，但张存敬的游奕骑已到，且战且退十余里，擒获甄琼章。王处直率兵数万屯兵沙河抵御，张存敬屯兵河北，挑战王处直，王处直不出战，想在迎战宣武军之前依城建栅栏阻其前进以疲之，但孔目官梁汶说张存敬军队才三万，义武军则有五万，数量占优，主张立刻一战。王郜下令交战，张存敬渡河交战，在沙河北大败王处直，俘杀大将十五，全歼敌军精兵二万，进屯懷德驛，收械甲赏赐战士，焚烧其余，进围定州。王郜写信给张存敬，请求盟好。张存敬攻陷定州外城，王郜出奔，王处直接管义武军。张存敬架云梯攻打义武军治所定州，王处直投降，前后戰死了不少士兵。刘仁恭子刘守光赴援义武军，在易水之上扎营，也被康怀贞、张存敬等所败，斩获甚众，杀六万余人。

### 平定河中
天復元年（901年）正月，朱全忠命令張存敬、河阳留后侯言率兵三万自汜水渡河由含山路出兵攻打王珂，对张存敬说：“王珂驽钝，仗着河东为后台，骄恣放纵。我现在要断长蛇之腰，诸君为我用一根绳子绑缚他。”二月，很快地便率都虞候胡规生擒絳州刺史陶建釗，使晉州刺史張漢瑜投降；進而圍攻河中，最終王珂被牙将刘训说服登城請求投降，请求张存敬退兵，等朱全忠亲自来了就投降。张存敬当日就后撤，朱全忠到后，王珂投降。三月，朱全忠大举攻河东，葛从周、张存敬、权知晋州侯言、洺州刺史张归厚及成德、义武军会合围攻河东军部并州，不克，遇雨而还。朱全忠嘉許张存敬，於是讓他擔任護國軍留後。

### 迫降同州
不久，张存敬升任檢校司空，朱全忠又派他攻同州，镇国军节度使韩建判官司马鄴以城降。同年张存敬又遷任宋州刺史，没有到任就生了病，十多天後在河中府去世。朱全忠聽説張存敬死了，哀痛惋惜了一段時間。朱全忠代唐称帝后，史称后梁太祖。開平初年，梁太祖追封他為太保。乾化三年，又追封他為太傅。

## 家庭
張存敬有兩位兒子，張仁潁及張仁愿。張仁愿在張存敬死後將哥哥張仁潁當成父親一樣尊敬。張仁愿曾在後梁、後唐、後晉工作，曾做過大理卿。去世後，被加贈秘書監。

## 评价
- 《旧五代史》：存敬有提鼓之勞，（寇）彥卿遇攀鱗之會，俱為藩後（藩镇节度使），亦其宜哉！[1]